# 內伯爾施泰因山
48°40′22″N 14°46′44″E / 48.67278°N 14.77889°E

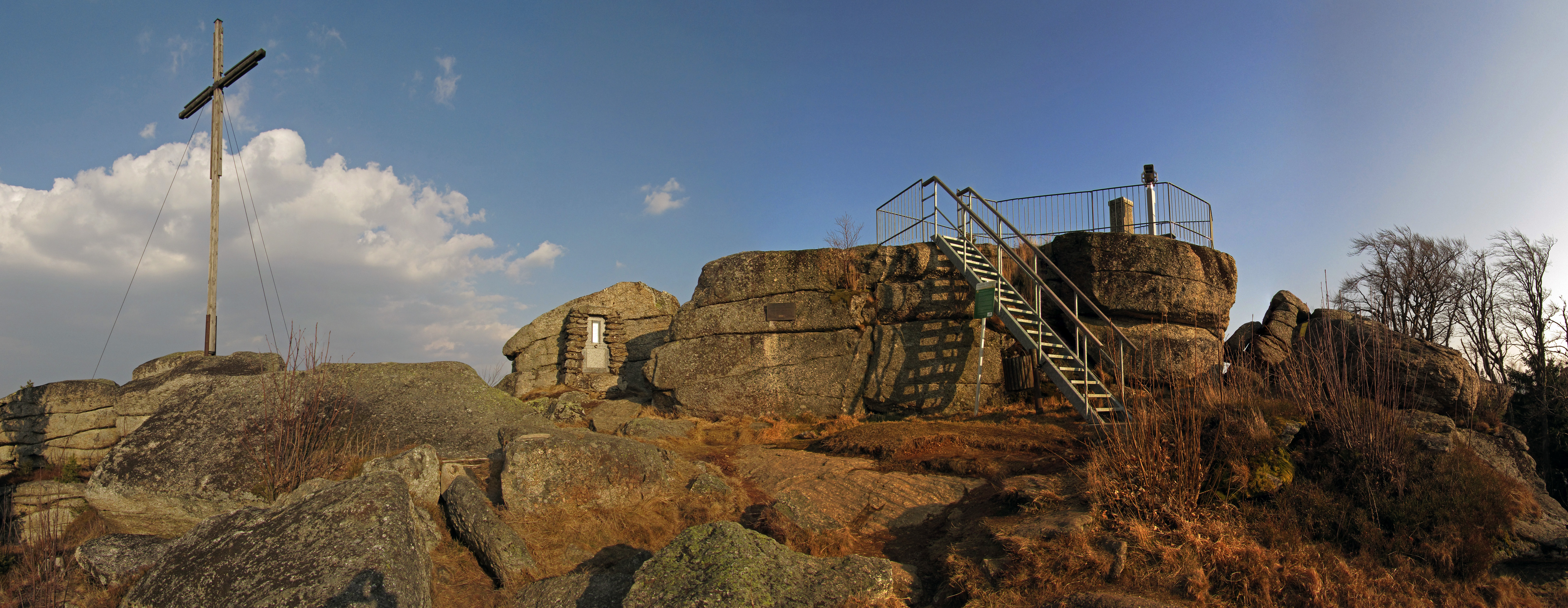

內伯爾施泰因山（德語：Nebelstein），是奧地利的山峰，位於該國東北部瓦爾德地區，由下奧地利州負責管轄，毗鄰與捷克接壤的邊境，海拔高度1,017米。